# Sarchinger Weiher
Der Sarchinger Weiher hat eine Wasserfläche von ca. 28 Hektar und liegt südöstlich der Ortschaft Sarching im östlichen Landkreis Regensburg.
Der See entstand aus einer ehemaligen Kiesgrube, die auch besonders beim Ausbau der Autobahn A3 im Bereich Regensburg für die Baumaßnahmen verwendet wurde. Seine jetzige Gestalt hat der See seit etwa den 1970er Jahren. Ursprünglich waren es zwei Seen, die durch einen schmalen Damm, welcher in Ost-West-Richtung verlief, getrennt waren. Dieser Damm wurde dann teilweise beseitigt, wodurch die Insel entstand und der See seine heutige Form bekam. In der näheren Umgebung befinden sich weitere kleinere Seen, welche ebenfalls auf den Kiesabbau zurückzuführen sind.
Am Nordwest-, Nordost- und Südwestufer gibt es mehrere Sandaufschüttungen, um für Kinder eigene seichte Bereiche zu schaffen. An diesen Uferabschnitten sind außerdem Kioske, Toilettenanlagen und offizielle Feuerstellen für Grillpartys mit Lagerfeuer vorhanden. Der gesamte Uferbereich ist ansonsten mit Sträuchern und Bäumen bewachsen, so dass in der Regel immer ausreichend Schattenplätze vorhanden sind.
Ein offizielles FKK-Gelände gibt es an diesem See nicht. Man findet allerdings an weniger besuchten und unzugänglicheren Uferabschnitten gelegentlich „wilde“ Nacktbader. Dies wird üblicherweise toleriert.
In der südlichen Hälfte, etwa in der Mitte des Sees, gibt es eine kleine Insel, die sich in den letzten Jahren und Jahrzehnten immer mehr zu einem Brutgebiet für seltene Vögel entwickelt hat. Hier kann man u. a. den Nachtreiher finden. Die Insel darf aber nach wie vor betreten werden.

## Konzerte
Im Zeitraum von 1977 bis 1997 fanden am Sarchinger Weiher, üblicherweise am Südufer, regelmäßig Open-Air-Konzerte statt. 2008 wurde diese Tradition wieder aufgegriffen.
Es spielten viele international erfolgreiche Bands auf dem Festival:
- 4. Juli 1992: Haindling, Hans Söllner & Bayaman'Sissdem
- 3. Juli 1993: 4 Non Blondes, Jethro Tull
- 2. Juli 1994: 4 Non Blondes
- 1. Juli 1995: Fury In The Slaughterhouse, Toto, The Hooters
- 20. Juli 1996: Die Fantastischen Vier, Hank Davison Band, Héroes del Silencio, ZZ Top
- 19. Juli 2008: Elli, Jazzkantine, Terry Hoax, The Hooters

## Einzelnachweise

Bildgalerie
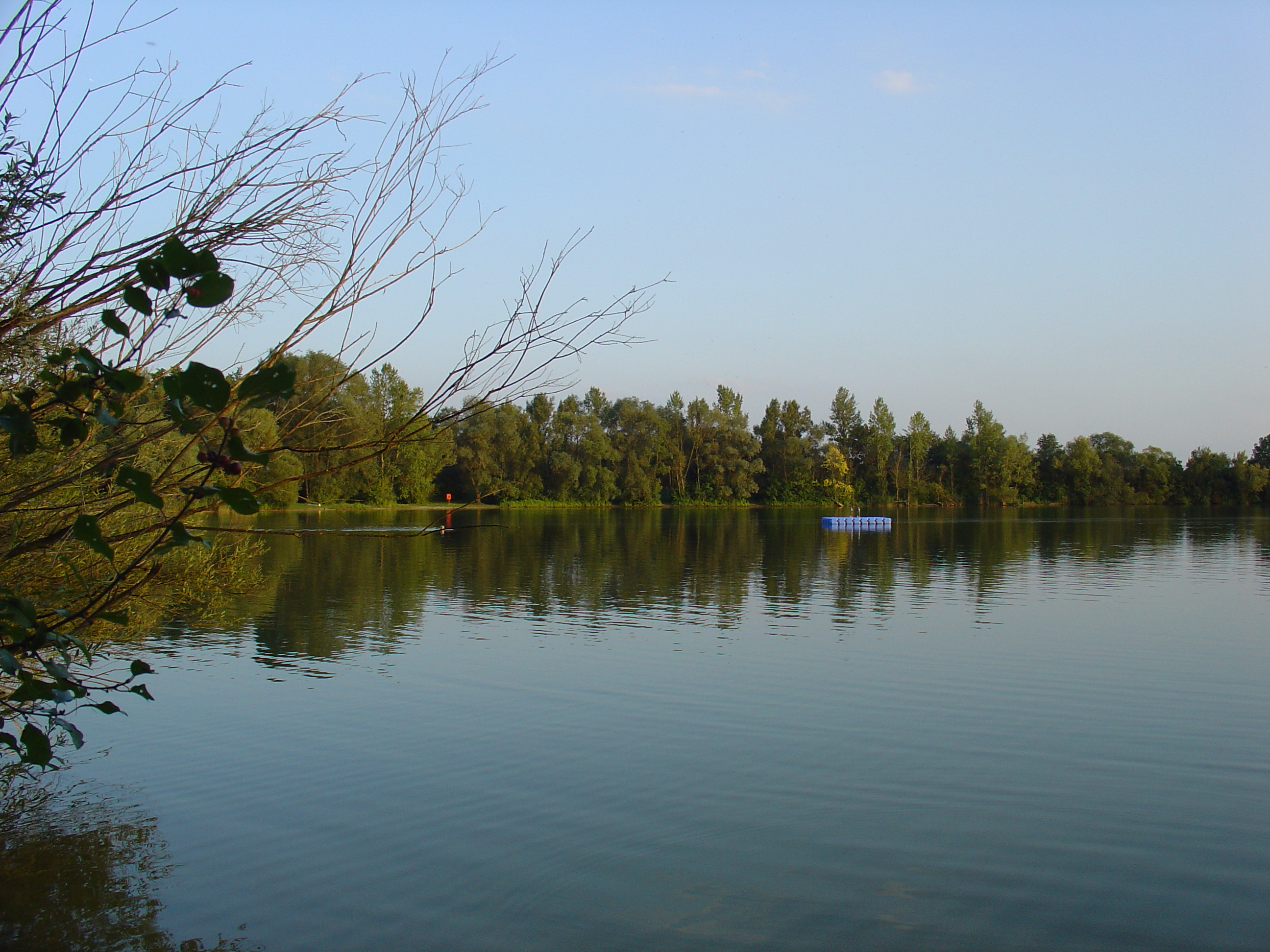
Ostufer des Sarchinger Weihers
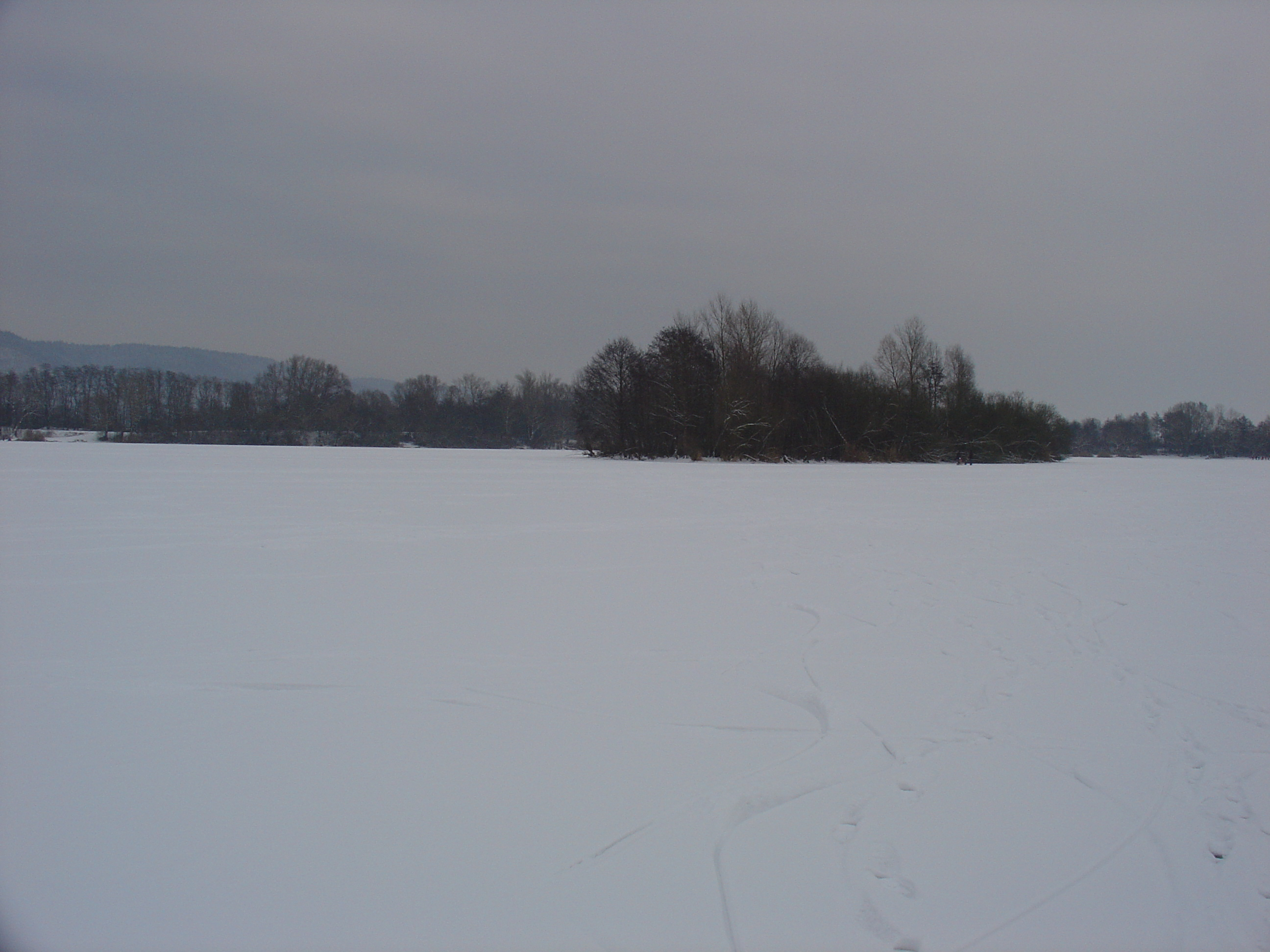
Der zugefrorene Sarchinger Weiher mit der Insel in der Bildmitte
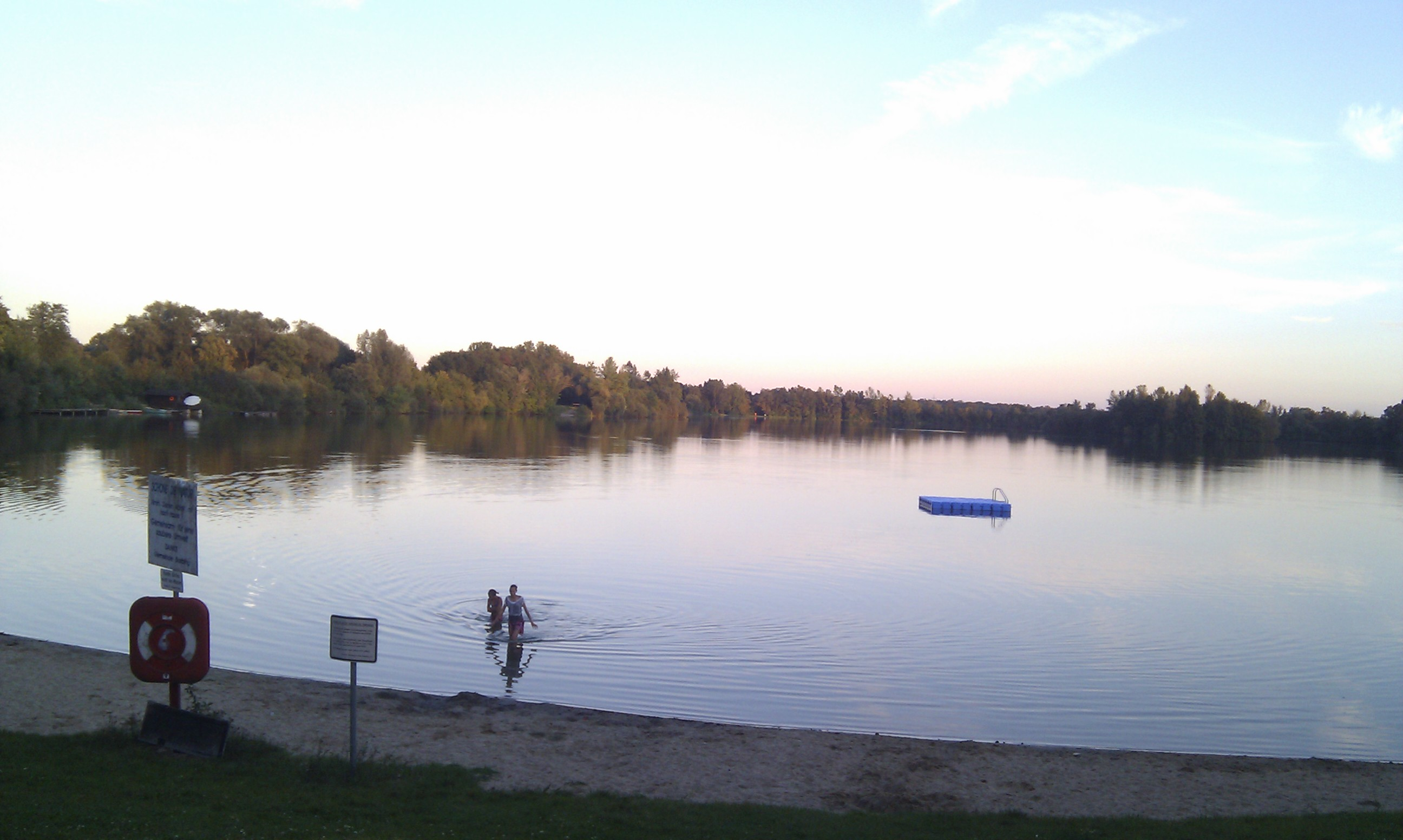
Nordwestufer des Sarchinger Weihers
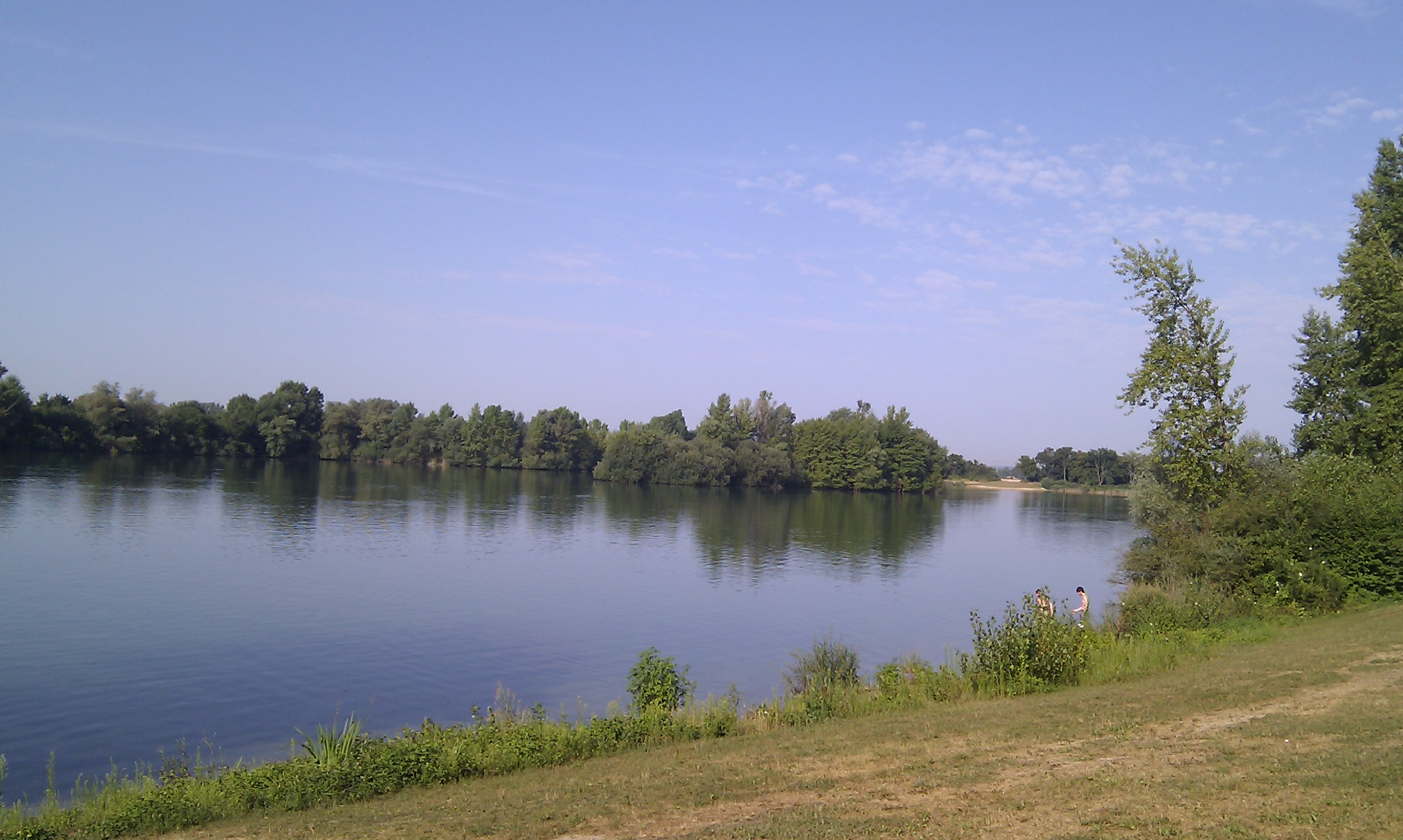
Sarchinger Weiher im Juli 2013

## Sonstiges
Im Sommer 2005 fanden am Nordwestufer des Sarchinger Weihers Dreharbeiten für die Fernsehkomödie Zwei zum Fressen gern statt, u. a. mit Christian Tramitz, Doreen Jacobi und Klaus Stiglmeier.